# Nina Simone Sings the Blues
Nina Simone Sings the Blues från 1967 är ett musikalbum med Nina Simone. 

## Information om sångerna
- "My Man's Gone Now" kommer från operan Porgy och Bess av George Gershwin.
- "Backlash Blues" är en av Simones medborgarrättssånger. Texten är skriven av hennes vän, poeten Langston Hughes.
- "I Want a Little Sugar in My Bowl" baserar sig på en sång av Simones stora förebild Bessie Smith, men här med en något annorlunda text.
- "The House of the Rising Sun" är tidigare inspelad av Simone 1962 på Nina at the Village Gate. Den snabba versionen på detta album är helt annorlunda än hennes långsamma, intima version från 1962.

## Låtlista
1. Do I Move You (Nina Simone) – 2:46
2. Day and Night (Rudy Stevenson) – 2:37
3. In the Dark (Lil Green) – 2:58
4. Real Real (Nina Simone) – 2:22
5. My Man's Gone Now (George Gershwin/Ira Gershwin/DuBose Heyward) – 4:16
6. Backlash Blues (Langston Hughes/Nina Simone) – 2:30
7. I Want a Little Sugar in My Bowl (Nina Simone) – 2:32
8. Buck (David Bryan/Andy Stroud) – 1:54
9. Since I Fell For You (Buddy Johnson) – 2:51
10. The House of the Rising Sun (trad) – 3:54
11. Blues for Mama (Abbey Lincoln/Nina Simone) – 3:58

Bonusspår på cd-utgåvan från 2006
1. Do I Move You [second version] (Nina Simone) – 2:17
2. Whatever I Am (You Made Me) (Willie Dixon) – 3:05

## Inspelningsdata
Inspelad I RCA Studios, New York
19 december 1966 (spår 1, 2)
22 december 1966 (spår 4, 11)
5 januari 1967 (spår 3, 5, 6, 9, 12)
25– 26 augusti 1969 (spår 13) (ursprungligen utgiven som singel)

## Musiker

### Spår 1–12
- Nina Simone – sång, piano
- Eric Gale – gitarr
- Rudy Stevenson – gitarr
- Ernie Hayes – orgel
- Bob Bushnell – bas
- Bernard Purdie – trummor, timpani
- Buddy Lucas – munspel, tenorsax

### Spår 13
- Nina Simone – sång, piano
- Weldon Irvine – orgel, dirigent, arrangör
- Joe Shepley, Jimmy Nottingham, Harold Johnson, Wilbur Bascomb – trumpet
- Jimmy Cleveland, Richard Harris – trombone
- Seldon Powell, George Coleman, Norris Turney, Haywood Henry – saxofon
- Eric Gale – gitarr
- Everett Barksdale – gitarr
- Richard Tee – orgel
- Jerry Jemmott – bas
- troligen Bernard Purdie – trummor
- Gordon Powell – vibrafon, slagverk
- Montego Joe – slagverk
- George Devens – slagverk
- Ralph H. Fields, Eileen Gilbert, Jerome Graff, Milt Grayson, Hilda Harris, Noah Hopkins, Maeretha Stewart, Barbara Webb – sång